# Booneville, Arkansas
Booneville là một thành phố thuộc quận Logan, tiểu bang Arkansas, Hoa Kỳ. Năm 2010, dân số của thành phố này là 3990 người.

## Dân số
- Dân số năm 2000: 4117 người.
- Dân số năm 2010: 3990 người.